# Eleanor Williams
Pour les articles homonymes, voir Williams.
Fannie Eleanor Williams (4 juillet 1884 - 16 juin 1963), connue sous le nom d'Eleanor Williams, est une bactériologiste et sérologiste australienne. Elle a servi comme bactériologiste pendant la Première Guerre mondiale et a été la troisième scientifique et la première femme à travailler au Walter and Eliza Hall Institute of Medical Research après sa création en 1915. Elle a dirigé un laboratoire d'étude des maladies infectieuses, et avait une expertise particulière en dysenterie, maladie hydatique et venin de serpent. Elle a cofondé la première banque du sang d'Australie.

## Enfance et éducation
Fannie Eleanor Williams est née à Adélaïde, en Australie-Méridionale le 4 juillet 1884. Elle était le deuxième enfant et la fille aînée de James Williams et de son épouse Helen DuBois. Williams a grandi à The Reedbeds (en), près de Henley Beach (en), où son père était agriculteur.
Williams a suivi une formation d'infirmière à l'hôpital pour enfants d'Adelaide (en) entre 1904 et 1907. Elle a été nommée sœur responsable du laboratoire Thomas Elder en 1907 et y a travaillé pendant deux ans en tant qu'assistante du pathologiste Dr Thomas Borthwick. En décembre 1909, Williams a occupé un poste d'infirmière inspectrice au sein du Conseil local de santé d'Unley (en) pour lequel elle a effectué des visites à domicile et testé des patients pour la diphtérie, la rougeole et d'autres maladies à déclaration obligatoire .
En 1911, Williams retourna travailler avec le Dr Borthwick en tant que préposé dans un nouveau laboratoire de recherche en pathologie à l'hôpital d'Adélaïde. Elle a été la première femme d'Australie-Méridionale à occuper un tel poste. Elle est restée dans ce rôle jusqu'à la fin de 1914.

## Service durant la guerre

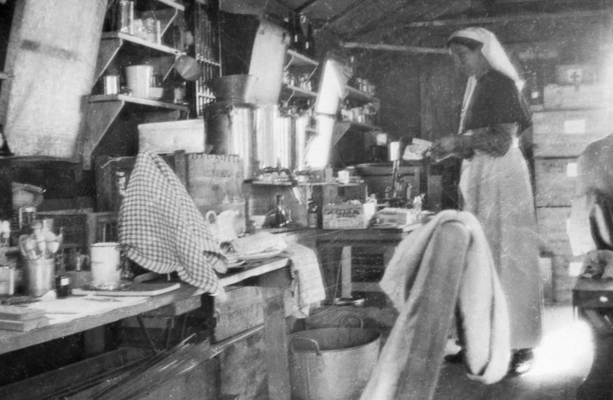
Le laboratoire du No 3 Australian General Hospital sur le port de Mudros. La sœur infirmière est Fanny. E. Williams.

Après le déclenchement de la Première Guerre mondiale en 1914, Eleanor Williams a été invitée par le Dr Trent Champion de Crespigny à le rejoindre en service actif avec la Première force impériale australienne. Les maladies infectieuses devenaient un problème important pour la campagne en Turquie et au Moyen-Orient, et l'armée voulait recruter des personnes ayant une formation en bactériologie et en laboratoire pour travailler sur le problème. En conséquence, Williams s'est enrôlé dans l'Australian Army Nursing Service (en) le 20 juillet 1915 et s'est embarqué pour l'Égypte quinze jours plus tard sur le RMS Orontes (en). À son arrivée, Williams a été affecté au 3e hôpital général australien sur l'île de Lemnos en Grèce. C'était l'un des hôpitaux qui recevaient des patients de la Campagne de Gallipoli,.
Le dossier de Williams au Mémorial australien de la guerre indique qu'elle s'est enrôlée avec le grade d'infirmière du personnel le 20 juillet 1915 et a atteint le grade de sœur temporaire. Elle a servi en Égypte, à Lemnos, en Angleterre et en France, a été mentionnée deux fois dans les dépêches et a reçu la Croix rouge royale (2e classe).
Bien que Williams se soit enrôlée comme infirmière, elle a travaillé exclusivement dans le laboratoire en tant que bactériologiste, la seule Australienne à occuper un tel poste. Aux côtés du Dr Charles James Martin (en), directeur de l'Institut Lister, elle a effectué des travaux novateurs sur la dysenterie, et s'est rapidement imposée comme une experte dans ce domaine,,. Elle a continué à travailler avec Martin tout au long de la guerre, sur diverses maladies infectieuses, notamment la méningite, les streptocoques, les staphylocoques, la gangrène gazeuse et la grippe épidémique.

## Carrière scientifique
Après son rapatriement en 1919, Eleanor Williams a déménagé à Melbourne et a été nommée au poste de « deuxième assistante » au tout nouveau Walter and Eliza Hall Institute of Medical Research par le directeur Sydney Patterson (en). Williams avait travaillé avec Patterson sur la grippe pendant la guerre. Elle était le troisième membre du personnel nommé à l'Institut et la première femme. Elle était également la seule chercheuse sans qualification médicale ou universitaire,.
Au début des années 1920, l'Institut se concentrait sur les infections respiratoires et intestinales, et Williams travailla sur la pneumonie, la syphilis et la dysenterie, ainsi que sur le diagnostic sérologique des ténias hydatiques. À partir de 1923, elle travailla avec Charles Kellaway sur la sérologie du venin de serpent (en), puis sur la tuberculose.
Williams occupait un poste quelque part entre celui de chercheur scientifique, de technicien supérieur et de directeur général. Alors que son manque de qualifications académiques l'empêchait d'enseigner à l'Université de Melbourne, elle a créé et dirigé le laboratoire de microbiologie diagnostique de l'Institut et a assisté à des conférences internationales et nationales où elle a présenté des articles à part entière.
Au fur et à mesure que l'Institut se développait à la fin des années 1930, Williams a assumé la responsabilité de la formation et de la gestion des techniciens de recherche de l'Institut. La formation qu'elle a dispensée était extrêmement approfondie et couvrait des éléments aussi divers que les soins aux animaux, la préparation de milieux et de bouillons pour la culture bactérienne et le soufflage de verre. Elle a également formé de jeunes scientifiques aux techniques pratiques de bactériologie. Parmi ses stagiaires figurait Frank Macfarlane Burnet, qui la décrira plus tard comme « le centre de bon sens et de serviabilité autour duquel tournaient toutes les activités de l'Institut ».
Pendant la Seconde Guerre mondiale, Williams a coordonné les efforts de guerre de l'Institut, en fournissant un soutien administratif et pratique au service de transfusion sanguine d'urgence, ainsi qu'en travaillant au laboratoire.
Elle a pris sa retraite en 1957 et a reçu un MBE pour son travail la même année.

## Service de transfusion sanguine de la Croix-Rouge
Eleanor Williams a été étroitement impliquée dans le service de transfusion sanguine de la Croix-Rouge (aujourd'hui le Service de transfusion sanguine de la Croix-Rouge australienne (en)) depuis sa création en 1929 par la division victorienne de la Croix-Rouge australienne. Au cours de la première décennie du service, des tests de laboratoire ont été effectués à l'Institut de recherche médicale Walter et Eliza Hall, sous la supervision de Williams et de son collègue le Dr Ian Wood.
La capacité d'effectuer des transfusions sanguines était limitée par l'absence d'une banque du sang, qui permettrait de conserver le sang donné pour les besoins futurs. En 1938, à l'approche de la Seconde Guerre mondiale, la décision a été prise d'établir une banque de sang au Royal Melbourne Hospital (en), et Williams et Wood se sont intéressés au développement de nouvelles techniques de stockage du sang et du plasma, ainsi qu'aux aspects logistiques de l'obtention et l'administration du sang. Le nouveau service de transfusion sanguine d'urgence a été fondé en mai 1939 par Williams et Wood, Williams gérant les aspects techniques et administratifs du service et Wood assurant l'approvisionnement en sang et sérum sur le terrain.
Une fois la guerre déclarée, l'équipe de Williams a immédiatement commencé à tester et à enregistrer les groupes sanguins de tous les soldats avant l'embarquement, afin que les transfusions sanguines puissent être effectuées plus efficacement sur le terrain. Au cours de la première année de la guerre seulement, son équipe, travaillant comme volontaires et en plus de son travail de laboratoire quotidien, a effectué des groupes sanguins pour 13 000 soldats de la deuxième force impériale australienne. À la fin de la guerre, l'équipe de Williams avait effectué des groupes sanguins pour près de 250 000 soldats et de nombreux donneurs de sang, le tout bénévolement.

## Mort et héritage
Eleanor Williams est décédée le 16 juin 1963, à l'âge de 78 ans. Elle a été incinérée et ses cendres ont été dispersées au cimetière botanique de Springvale (en) . Elle a été reconnue par une nécrologie dans The Medical Journal of Australia, écrite par Frank Macfarlane Burnet et le Dr Ian Wood, qui parlait de ses « connaissances remarquables, de son sens de l'humour aiguisé et de sa ténacité ».
En 1964, dans le cadre des célébrations du jubilé d'or, le Service de transfusion sanguine de la Croix-Rouge a nommé ses nouveaux laboratoires F. Eleanor Williams Serological Research Laboratories en son honneur.